# Portariá (ort i Grekland, Thessalien)
Portariá är en ort i Grekland.   Den ligger i prefekturen Nomós Magnisías och regionen Thessalien, i den centrala delen av landet, 170 km norr om huvudstaden Aten. Portariá ligger 672 meter över havet och antalet invånare är 1 429.
Terrängen runt Portariá är varierad. Runt Portariá är det ganska tätbefolkat, med 139 invånare per kvadratkilometer. Närmaste större samhälle är Volos, 5,2 km väster om Portariá. 